# 1986 v športu
1986 v športu.

## Avto - moto šport
- Formula 1: Alain Prost, Francija, je slavil s štirimi zmagami in 72 točkami, konstruktorski naslov je šel v roke moštvu Williams – Honda z osvojenimi 141 točkami
- 500 milj Indianapolisa: slavil je Bobby Rahal, ZDA, z bolidom March/Cosworth, za moštvo Truesports[1]

## Kolesarstvo
- Tour de France 1986: Greg LeMond, ZDA
- Giro d'Italia: Roberto Visentini, Italija

## Košarka
- Pokal evropskih prvakov: Cibona Zagreb
- NBA: Boston Celtics slavijo s 4 proti 2 v zmagah nad Houston Rockets, MVP finala je Larry Bird[2]
- SP 1986: 1. ZDA, 2. Sovjetska zveza 3. Jugoslavija[3]

## Nogomet
- Pokal državnih prvakov: Steaua Bukarešta premaga po enajstmetrovkah Barcelono[4]
- Svetovno prvenstvo v nogometu – Mehika 1986: Argentina slavi v finalu nad Zahodno Nemčijo s 3 – 2, tretja je bila Francija[5]

## Smučanje
- Alpsko smučanje: 
  - Svetovni pokal v alpskem smučanju, 1986
    - Moški: Marc Girardelli, Luksemburg[6]
    - Ženske: Maria Walliser, Švica[7]
- Nordijsko smučanje: 
  - Svetovni pokal v smučarskih skokih 1986: 
    - Moški: 1. Matti Nykänen, Finska, 2. Ernst Vettori, Avstrija, 3. Andreas Felder, Avstrija[8]
    - Pokal narodov: 1. Avstrija, 2. Finska, 3. Norveška

## Tenis
- Turnirji Grand Slam za moške:
  - 1. Odprto prvenstvo Avstralije: (ni bilo turnirja)
  - 2. Odprto prvenstvo Francije: Ivan Lendl, Češkoslovaška
  - 3. Odprto prvenstvo Anglije – Wimbledon: Boris Becker, Zahodna Nemčija[9]
  - 4. Odprto prvenstvo ZDA: Ivan Lendl, Češkoslovaška
- Turnirji Grand Slam za ženske:
  - 1. Odprto prvenstvo Avstralije: (ni bilo turnirja)
  - 2. Odprto prvenstvo Francije: Chris Evert, ZDA
  - 3. Odprto prvenstvo Anglije – Wimbledon: Martina Navratilova, ZDA[10]
  - 4. Odprto prvenstvo ZDA: Martina Navratilova, ZDA
- Davisov pokal: Avstralija slavi s 3-2 nad Švedsko[11]

## Hokej na ledu
- NHL – Stanleyjev pokal: Montreal Canadiens slavijo s 4 proti 1 v zmagah nad Calgary Flames
- SP 1986: 1. Sovjetska zveza, 2. Švedska,, 3. Kanada[12]

## Rojstva
- 9. januar : Klemen Bauer, slovenski biatlonec
- 16. januar: Jernej Godec, slovenski plavalec
- 10. februar: Radamel Falcao, kolumbijski nogometaš
- 13. februar: Siniša Anđelković, slovenski nogometaš
- 22. februar: Mark Allen, severnoirski igralec snookerja
- 26. februar: Sabahudin Kovačevič, slovenski hokejist
- 2. marec: Denis Halilović, slovenski nogometaš
- 17. marec: Edin Džeko, bosansko-hercegovski nogometaš
- 20. marec: Rok Benkovič, slovenski smučarski skakalec
- 1. april: Marianne Kaufmann-Abderhalden, švicarska alpska smučarka
- 11. april: David Greene, valižanski atlet
- 17. april: Romain Grosjean, francosko-švicarski dirkač
- 18. april: Maurice Edu, ameriški nogometaš
- 25. april: Dejan Hohler, slovenski košarkar
- 6. maj: Goran Dragić, slovenski košarkar
- 10. maj: Klemen Cehte, slovenski rokometaš
- 21. maj: Mario Mandžukić, hrvaški nogometaš
- 6. junij: Stefanie Köhle, avstrijska alpska smučarka
- 26. junij: Marko Bezjak, slovenski rokometaš
- 11. julij: Ryan Babel, nizozemski nogometaš
- 23. julij: Anže Ahačič, slovenski hokejist
- 23. julij: Nadja Jnglin-Kamer, švicarska alpska smučarka
- 5. avgust: Kathrin Zettel, avstrijska alpska smučarka
- 7. avgust: Valter Birsa, slovenski nogometaš
- 21. avgust: Usain Bolt, jamajški atlet
- 6. oktober : Vera Duševina, ruska tenisačica
- 9. oktober: Derek Holland, ameriški bejzbolist
- 30. oktober: Thomas Morgenstern, avstrijski smučarski skakalec
- 12. november: Igor Cvetek, slovenski hokejist
- 28. december: Ana Jelušić, hrvaška alpska smučarka

## Smrti
- ? marec: Jože Kuralt, slovenski alpski smučar (* 1957)
- 15. maj: Elio de Angelis, italijanski dirkač Formule 1 (* 1958)
- 6. junij: Johnnie Tolan, ameriški avto dirkač (* 1917)
- 1. junij: Jo Gartner, avstrijski dirkač formule 1 (* 1954)
- 10. avgust: Chuck McKinley, ameriški tenisač (* 1941)
- 21. avgust: Agustín Sauto Arana, španski nogometaš (* 1908)
- 13. november: Franco Cortese, italijanski dirkač (* 1903)
- ? 1986: Robert Brunet, francoski dirkač (* 1903)
- ? 1986: Nancy Margaret Lyle Glover, angleška tenisačica (* 1910)